# Drugi rząd Mirka Topolánka
 Drugi rząd Mirka Topolánka – rząd Czech pod kierownictwem Mirka Topolánka, powołany i zaprzysiężony 9 stycznia 2007. Gabinet składał się z przedstawicieli Obywatelskiej Partii Demokratycznej (ODS), Unii Chrześcijańskiej i Demokratycznej – Czechosłowackiej Partii Ludowej (KDU-ČSL) i Partii Zielonych (SZ). Zastąpił pierwszy rząd tego samego premiera, powołany wyłącznie przez ODS po wyborach w 2006. Za udzieleniem gabinetowi wotum zaufania głosowało 100 posłów, przeciwko było 97, jeden się wstrzymał, zaś dwóch nie uczestniczyło w głosowaniu. 24 marca 2009 Izba Poselska wyraziła wotum nieufności wobec większością 101 głosów. Doszło do tego w czasie, gdy Czechy sprawowały prezydencję w Radzie UE. Był to pierwszy przypadek obalenia rządu przez parlament w powojennych Czechach. Ministrowie zdymisjonowanego gabinetu (razem z premierem Mirkiem Topolánkiem) pełnili swoje obowiązki do 8 maja 2009, gdy doszło do zaprzysiężenia technicznego rządu Jana Fischera.

## Skład rządu
| Stanowisko                                           | Minister            | Ugrupowanie                  | Okres urzędowania                         |
| ---------------------------------------------------- | ------------------- | ---------------------------- | ----------------------------------------- |
| Premier                                              | Mirek Topolánek     | ODS                          | od 9 stycznia 2007 do 8 maja 2009         |
| Wicepremier Minister pracy i spraw socjalnych        | Petr Nečas          | ODS                          | od 9 stycznia 2007 do 8 maja 2009         |
| Wicepremier Minister środowiska                      | Martin Bursík       | SZ                           | od 9 stycznia 2007 do 8 maja 2009         |
| Wicepremier ds. europejskich                         | Alexandr Vondra     | ODS                          | od 9 stycznia 2007 do 8 maja 2009         |
| Pierwszy wicepremier                                 | Jiří Čunek          | KDU-ČSL                      | od 9 stycznia 2007 do 13 listopada 2007   |
| Pierwszy wicepremier                                 | Jiří Čunek          | KDU-ČSL                      | od 2 kwietnia 2008 do 23 stycznia 2009    |
| Wicepremier                                          | Vlasta Parkanová    | KDU-ČSL                      | od 23 stycznia 2009 do 8 maja 2009        |
| Minister spraw zagranicznych                         | Karel Schwarzenberg | bezpartyjny (z puli SZ)      | od 9 stycznia 2007 do 8 maja 2009         |
| Minister spraw wewnętrznych Minister informatyki     | Ivan Langer         | ODS                          | od 9 stycznia 2007 do 8 maja 2009         |
| Minister sprawiedliwości                             | Jiří Pospíšil       | ODS                          | od 9 stycznia 2007 do 8 maja 2009         |
| Minister finansów                                    | Miroslav Kalousek   | KDU-ČSL                      | od 9 stycznia 2007 do 8 maja 2009         |
| Minister rozwoju regionalnego                        | Jiří Čunek          | KDU-ČSL                      | od 9 stycznia 2007 do 13 listopada 2007   |
| Minister rozwoju regionalnego                        | Jiří Čunek          | KDU-ČSL                      | od 2 kwietnia 2008 do 23 stycznia 2009    |
| Minister rozwoju regionalnego                        | Cyril Svoboda       | KDU-ČSL                      | od 23 stycznia 2009 do 8 maja 2009        |
| Minister przemysłu i handlu                          | Martin Říman        | ODS                          | od 9 stycznia 2007 do 8 maja 2009         |
| Minister transportu                                  | Aleš Řebíček        | ODS                          | od 9 stycznia 2007 do 23 stycznia 2009    |
| Minister transportu                                  | Petr Bendl          | ODS                          | od 23 stycznia 2009 do 8 maja 2009        |
| Minister rolnictwa                                   | Petr Gandalovič     | ODS                          | od 9 stycznia 2007 do 8 maja 2009         |
| Minister szkolnictwa, młodzieży i sportu             | Dana Kuchtová       | SZ                           | od 9 stycznia 2007 do 4 października 2007 |
| Minister szkolnictwa, młodzieży i sportu             | Ondřej Liška        | SZ                           | od 4 grudnia 2007 do 8 maja 2009          |
| Minister zdrowia                                     | Tomáš Julínek       | ODS                          | od 9 stycznia 2007 do 23 stycznia 2009    |
| Minister zdrowia                                     | Daniela Filipiová   | ODS                          | od 23 stycznia 2009 do 8 maja 2009        |
| Minister kultury                                     | Helena Třeštíková   | bezpartyjna (z puli KDU-ČSL) | od 9 stycznia 2007 do 26 stycznia 2007    |
| Minister kultury                                     | Václav Jehlička     | bezpartyjny (z puli KDU-ČSL) | od 26 stycznia 2007 do 8 maja 2009        |
| Minister obrony                                      | Vlasta Parkanová    | KDU-ČSL                      | od 9 stycznia 2007 do 8 maja 2009         |
| Przewodniczący Rady Legislacyjnej                    | Cyril Svoboda       | KDU-ČSL                      | od 9 stycznia 2007 do 23 stycznia 2009    |
| Przewodniczący Rady Legislacyjnej                    | Pavel Svoboda       | KDU-ČSL                      | od 23 stycznia 2009 do 8 maja 2009        |
| Minister ds. praw człowieka i mniejszości narodowych | Džamila Stehlíková  | SZ                           | od 9 stycznia 2007 do 23 stycznia 2009    |
| Minister ds. praw człowieka i mniejszości narodowych | Michael Kocáb       | bezpartyjny (z puli SZ)      | od 23 stycznia 2009 do 8 maja 2009        |